# BFI National Archive

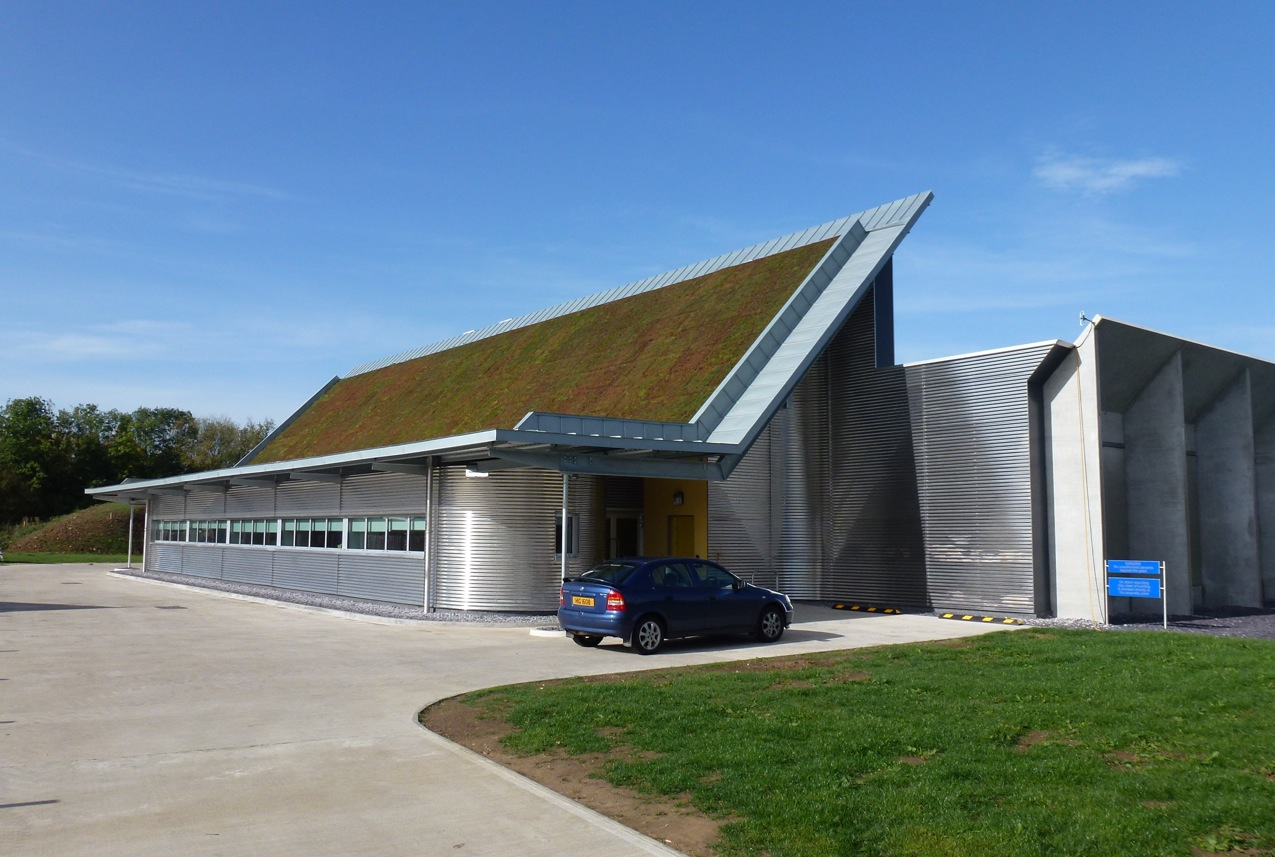
Sede da BFI National Archive, em Warwickshire.

BFI National Archive é um departamento da British Film Institute e um dos maiores arquivos de filmes do mundo. Fundado com o nome de National Film Library por Ernest Lindgren em 1935, mudou-se de nome em 1955, para National Film Archive, e em 1992, para National Film and Television Archive.
Dentre as obras preservadas, estão as produções cinematográficas de Alfred Hitchcock, Charlie Chaplin, Cecil Hepworth e alguns filmes em especial, como Shooting Stars, The Epic of Everest e The Battles of Coronel and Falkland Islands.